# Чаша для пальців

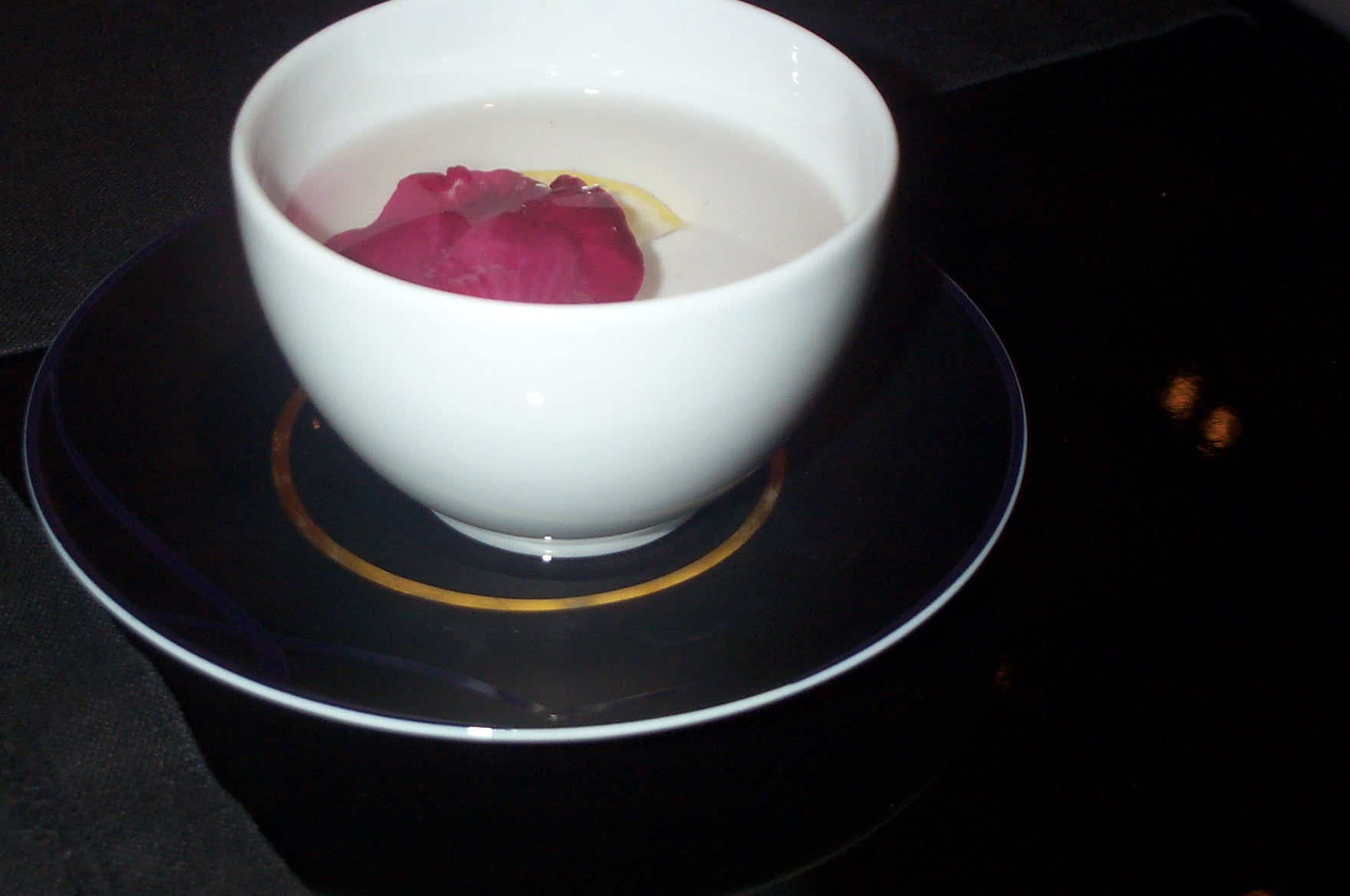
Чаша для пальців з лимоном і трояндовими пелюстками.

Чаша для пальців — чаша з водою, як правило, із лимоном або пелюстками квітів, яка використовувалася для ополіскування пальців між багаторазовими курсами страв. Як правило, подавалася перед десертом.